# جنا اندروز
جنا لورن اندروز (انگلیسی: Jenna Lauren Andrews؛ زادهٔ ۱۹۸۵ یا ۱۹۸۶) خواننده، ترانه‌پرداز و تهیه‌کنندهٔ موسیقی اهل کلگری، آلبرتا در کانادا است. او نخستین تک‌آهنگ خود با نام «Tumblin' Down» را در سال ۲۰۱۰ منتشر کرد؛ ترانه‌ای که در مجموعهٔ تلویزیونی آناتومی گری به کار رفت و در جدول ترانه‌های آراندبی بزرگسالان بیلبورد جای گرفت. اندروز با هنرمندانی چون بی‌تی‌اس، دریک، جنیفر لوپز، جسی جی، توری کلی، لی‌لی آلن و لیتل میکس همکاری داشته است. همچنین، او به‌عنوان مشاور کشف استعداد با شرکت موسیقی RECORDS متعلق به بری وایس همکاری می‌کند و همراه با این شرکت، ناشر موسیقی توئنتی‌سِوِن میوزیک پابلیشینگ را بنیان‌گذاری کرده است.

## زندگی اولیه
جِنّا لورن اندروز در کلگری، آلبرتا، کانادا زاده شد. مادرش آموزگار دبستان و پدرش استاد دانشگاه کلگری بود. او از سنین پایین رؤیای موسیقی‌دان شدن را در سر داشت و با شنیدن آثار ماریا کری و بیلی هالیدی به موسیقی علاقه‌مند شد. تأثیرات اولیهٔ او از موسیقی، تحت تأثیر علاقهٔ مادرش به سبک‌های آراندبی و سول شکل گرفت. اندروز نواختن پیانو را در پنج‌سالگی آغاز کرد، با وجود آنکه از خانواده‌ای موسیقایی نبود.
او نخستین ترانه‌اش را در سن ۱۴ سالگی با عنوان «What Am I Gonna Do» نوشت. اندروز در دوران نوجوانی در رسانه‌هایی مانند لایت ۹۶ اف‌ام و سی‌تی‌وی کارآموزی کرد. او در دبیرستان داکتر. ئی.پی. اسکارلت به تحصیل موسیقی و رقص پرداخت و در همان‌جا همراه با جوسلین آلیس (که بعدها خواننده شد) برنامه‌های تبلیغی مدرسه را اجرا می‌کرد. پس از فارغ‌التحصیلی، اندروز به دانشگاه مانت رویال رفت و روزنامه‌نگاری رادیویی و تلویزیونی خواند، اما پس از شش ماه تصمیم گرفت تحصیل را رها کند و برای تمرکز بر حرفهٔ موسیقی به‌طور تمام‌وقت، به ونکوور نقل مکان کرد.